# 甘肃能化
甘肃能化股份有限公司（前称甘肃靖远煤电股份有限公司；深交所：000552，简称：甘肃能化）是中国深圳证券交易所的一家上市公司，主营业务范围为煤炭采选业。
2011年，该公司主营业务收入为1029524400.50元，公司净利润为70813359.51元，公司总资产为733507002.13元。